# Mynydd Rhiw
Mynydd Rhiw är en kulle i Storbritannien.   Den ligger i kommunen Gwynedd och riksdelen Wales, i den sydvästra delen av landet, 300 km väster om huvudstaden London. Toppen på Mynydd Rhiw är 297 meter över havet, eller 237 meter över den omgivande terrängen. Bredden vid basen är 13,0 km.
Terrängen runt Mynydd Rhiw är platt västerut, men österut är den kuperad. Havet är nära Mynydd Rhiw åt sydost.  Närmaste större samhälle är Pwllheli, 15,8 km öster om Mynydd Rhiw. 